# IC 1092
IC 1092 ist eine linsenförmige Galaxie vom Hubble-Typ S0 im Sternbild Bärenhüter am Nordsternhimmel. Sie ist schätzungsweise 287 Millionen Lichtjahre von der Milchstraße entfernt.
Das Objekt wurde am 24. Mai 1892 von Stéphane Javelle entdeckt.